# Drepananthus magnificus
Drepananthus magnificus är en kirimojaväxtart som först beskrevs av Friedrich Ludwig Diels och som fick sitt nu gällande namn av Siddharthan Surveswaran och Richard M.K. Saunders.
Drepananthus magnificus ingår i släktet Drepananthus och familjen kirimojaväxter. Inga underarter finns listade i Catalogue of Life.